# São Mamede de Infesta
São Mamede de Infesta é uma cidade portuguesa pertencente à União de Freguesias de São Mamede de Infesta e Senhora da Hora, do Município de Matosinhos. Foi sede da extinta Freguesia de São Mamede de Infesta, freguesia que tinha 5,21 km² de área e 23 122 habitantes (2011), e, por isso, uma densidade populacional de 4 438 hab/km². 
A Freguesia de São Mamede de Infesta foi extinta (agregada) em 2013, no âmbito de uma reforma administrativa nacional, para, em conjunto com a Freguesia de Senhora da Hora, formar uma nova freguesia denominada União das freguesias de São Mamede de Infesta e Senhora da Hora.
A vila de São Mamede de Infesta foi elevada à categoria de cidade em 2001.

## História
São Mamede de Infesta é a denominação que esta freguesia tem no ano de 1706, pois anteriormente só se chamava S. Mamede, como vem nas Inquirições de 1258 e no censo de 1527. No entanto, em documentos do século XII vem denominada São Mamede de Tresores (o termo Tresores vem de três orres, ou vales, que efectivamente ladeiam a freguesia). O determinativo Infesta (termo arcaico que significa subida, encosta, costa ou costeira, tem a sua razão de ser, pois S. Mamede está numa elevação que domina o rio Leça), aparece na "Corografia Portuguesa" do Padre Carvalho da Costa e tem variado muito, pois também se acha S. Mamede da Ermida e S. Mamede da Hermida da Infesta, nas Constituições do Bispado do Porto de 1735 e noutros documentos do século XVIII e São Mamede de Moalde no "Catálogo e História dos Bispos do Porto" de Rodrigo da Cunha, em 1623 e na " Nova História da Ordem de Malta " de José Anastácio de Figueiredo.
O nome de origem é Sanctus Mamethus. Moalde é, possivelmente, o mais antigo lugar da freguesia de São Mamede de Infesta. A primeira vez que é nomeada foi no ano de 994 e em 1008, sob a forma de villa Manualdí, isto é, quinta ou herdade de alguém chamado Manualdo. Existe uma certa dúvida quanto a este nome, pois alguns autores acham que Moalde vem do nome de um guerreiro alemão de nome Modwald, mas tal não será pertinente.
Seixo é igualmente um lugar muito antigo desta freguesia, pois já nas Inquirições de D. Afonso III em 1258, se menciona o seu nome. Este lugar foi desmembrado da freguesia de Ramalde em 1895, sendo anexado a São Mamede.
A reforma administrativa de 6 de novembro de 1836, retirou a freguesia, na altura uma povoação de 300 fogos conhecida apenas por Infesta, da administração de Leça do Balio e anexou-a ao concelho de Bouças (atual Matosinhos).

## População
| População da freguesia de São Mamede de Infesta | População da freguesia de São Mamede de Infesta | População da freguesia de São Mamede de Infesta | População da freguesia de São Mamede de Infesta | População da freguesia de São Mamede de Infesta | População da freguesia de São Mamede de Infesta | População da freguesia de São Mamede de Infesta | População da freguesia de São Mamede de Infesta | População da freguesia de São Mamede de Infesta | População da freguesia de São Mamede de Infesta | População da freguesia de São Mamede de Infesta | População da freguesia de São Mamede de Infesta | População da freguesia de São Mamede de Infesta | População da freguesia de São Mamede de Infesta | População da freguesia de São Mamede de Infesta |
| ----------------------------------------------- | ----------------------------------------------- | ----------------------------------------------- | ----------------------------------------------- | ----------------------------------------------- | ----------------------------------------------- | ----------------------------------------------- | ----------------------------------------------- | ----------------------------------------------- | ----------------------------------------------- | ----------------------------------------------- | ----------------------------------------------- | ----------------------------------------------- | ----------------------------------------------- | ----------------------------------------------- |
| 1864                                            | 1878                                            | 1890                                            | 1900                                            | 1911                                            | 1920                                            | 1930                                            | 1940                                            | 1950                                            | 1960                                            | 1970                                            | 1981                                            | 1991                                            | 2001                                            | 2011                                            |
| 1 856                                           | 2 271                                           | 2 833                                           | 3 599                                           | 4 914                                           | 4 619                                           | 6 510                                           | 8 259                                           | 9 852                                           | 13 343                                          | 16 551                                          | 18 953                                          | 20 468                                          | 23 542                                          | 23 122                                          |

| Distribuição da População por Grupos Etários | Distribuição da População por Grupos Etários | Distribuição da População por Grupos Etários | Distribuição da População por Grupos Etários | Distribuição da População por Grupos Etários | Distribuição da População por Grupos Etários | Distribuição da População por Grupos Etários | Distribuição da População por Grupos Etários | Distribuição da População por Grupos Etários | Distribuição da População por Grupos Etários |
| -------------------------------------------- | -------------------------------------------- | -------------------------------------------- | -------------------------------------------- | -------------------------------------------- | -------------------------------------------- | -------------------------------------------- | -------------------------------------------- | -------------------------------------------- | -------------------------------------------- |
| Ano                                          | 0-14 Anos                                    | 15-24 Anos                                   | 25-64 Anos                                   | > 65 Anos                                    |                                              | 0-14 Anos                                    | 15-24 Anos                                   | 25-64 Anos                                   | > 65 Anos                                    |
| 2001                                         | 3 458                                        | 3 510                                        | 13 300                                       | 3 274                                        |                                              | 14,7%                                        | 14,9%                                        | 56,5%                                        | 13,9%                                        |
| 2011                                         | 3 034                                        | 2 437                                        | 13 495                                       | 4 156                                        |                                              | 13,1%                                        | 10,5%                                        | 58,4%                                        | 18,0%                                        |

## Cultura
- Casa-Museu Abel Salazar e Capela.

## Personalidades ilustres
- Visconde de São Mamede e Conde de São Mamede